# امجد صبری
امجد فرید صبری (۲۳ دسامبر ۱۹۷۰ – ۲۲ ژوئن ۲۰۱۶) خواننده قوال پاکستانی و از سلسله چشتیه بود. در خانواده‌ای بزرگ شد که مردان خانواده همگی به قوالی شهره بودند. او قوالی را از سن ۹ سالگی نزد پدرش غلام فرید صبری آموزش دید و در ۴۰ سالگی یکی از مشهورترین قوالان شبه قاره هند گردید. به همراه گروهش در پاکستان، هند و آمریکا اجراهای متعدد داشت و محبوب مردم بود.
امجد صبری به دلیل اشعاری که در مدح پیامبر اسلام در قوالی می‌خواند چند بار توسط افراط گرایان اسلامی مورد تهدید قرار گرفته بود. دو موتورسیکلت سوار در تاریخ ۲۲ ژوئن ۲۰۱۶ اتوموبیل وی را متوقف و بطرف وی شلیک نمودند او که از ناحیه سر مورد اصابت گلوله قرار گفته بود در راه بیمارستان درگذشت. گروه طالبان مسئولیت ترور را بعهده گرفته‌اند.
روز ۲۳ ژوئن پیکر او با حضور هزاران نفر از طرفدارانش تشییع گردید.